# 유백증 초상
유백증 초상(兪伯曾 肖像)은 충청북도 충주시 노은면 가신리에 있는, 조선 후기의 문신인 유백증(1587∼1646) 선생의 초상화이다. 1995년 6월 30일 충청북도의 유형문화재 제180호로 지정되었다.

## 개요
조선 후기의 문신인 유백증(1587년 7월 13일(음력 6월 8일)∼1646년 9월 10일(음력 8월 2일)) 선생의 초상화이다.
유백증은 광해군 15년(1623) 인조반정에 공을 세워 기평부원군에 봉해졌고, 이후 대사간과 이조참판을 지내었다. 사후에는 영의정에 추증되었으며, '충경공'이라는 시호를 받았다.
그림은 짙은 회갈색의 무늬없는 관복을 입고 약간 오른쪽을 바라보고 앉은 전신좌상으로, 크기는 가로 95cm, 세로 174cm이다. 옷주름이 힘차게 표현하였으며, 머리에 쓴 사모는 비교적 꼼꼼하게 묘사하였다. 두 손은 옷소매 안에서 마주 잡고 있다. 관복의 가슴과 등에는 두 마리의 학과 모란이 장식된 흉배를 두었는데, 바탕에 구름무늬를 두고 금색안료를 사용하여 화려하게 채색하였다. 얼굴은 윤곽표현은 희미하나, 수염 등은 세밀하게 표현하였다.
제작시기가 분명하지 않지만 조선 중기의 흐름이 엿보이고 있는 작품으로, 붓놀림이 힘차다.

## 참고 자료
- 유백증 초상 - 국가유산청 국가유산포털